# Cis paritii
Cis paritii is een keversoort uit de familie houtzwamkevers (Ciidae). De wetenschappelijke naam van de soort werd in 1933 gepubliceerd door Robert Cyril Layton Perkins.